# متنزه كانيونلاندز الوطني
متنزه كانيونلاندز الوطني هو متنزه وطني يقع جنوب شرق ولاية يوتا بالقرب من بلدة مواب.تأسس المتنزه في 12 سبتمبر 1964.